# 조 랜도
조 랜도(Joe Lando, 1961년 12월 9일 ~ )는 미국의 배우이다.

## 출연 작품
- 스나이퍼: 얼티밋 킬 (2017)
- 딥워터 엘리게이터 (2016)
- 지구멸망 : 카운트다운 (2015)
- 본 와일드 (2013)
- 레이오버 (2012)
- 스포트라이트 (2010)
- 대재앙 (2010)
- 인게이지드 투 킬 (2006)
- 지구침략:기계들의 반란 (2006)
- 블러드석커스 (2005)
- 포세이돈 (2002)
- 닥터 퀸 - 하트 위딘 (2001, Dr. Quinn, Medicine Woman: The Heart Within)
- 하이어 그라운드 (2000)
- 닥터 퀸 - 더 무비 (1999, Dr. Quinn Medicine Woman: The Movie)
- 의혹의 씨 (1998)
- 블라인드니스 (1998)
- 코드 제로 (1998)
- 머니 헌터 (1997)
- 에이리언 네이션 - 에너미 위딘 (1996, Alien Nation: The Enemy Within)
- 더블스 배드 (1994)
- 바람둥이 길들이기 (1990)

### 텔레비전
- 미녀와 야수 (1990)
- 원 라이프 투 리브 (1990)
- 닥터 퀸 (1993-98)